# Salmo 102

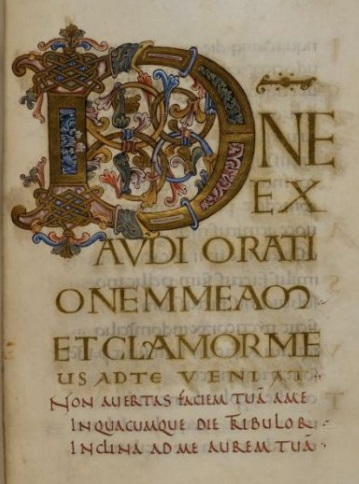
Inicio del salmo en el Salterio de Ramsey, con inicial iluminada

El Salmo 102 es el salmo 102 del Libro de los Salmos, que comienza en inglés en la versión King James: «Escucha mi oración, oh Señor, y que mi clamor llegue a ti». En latín, se conoce como «Domine exaudi orationem meam».
En el sistema de numeración ligeramente diferente utilizado por la versión griega Septuaginta de la Biblia y la latina Vulgata, este salmo es el Salmo 101.
Este salmo forma parte del cuarto de los cinco libros bíblicos de los Salmos. y es uno de los siete salmos penitenciales. Comienza la sección final de las tres divisiones tradicionales de los salmos latinos, y por esta razón las primeras palabras («Domine exaudi orationem meam et clamor meus ad te veniat...») y sobre todo la inicial «D» suelen estar muy ampliadas en los salterios manuscritos iluminados, siguiendo el patrón de las iniciales beatos al principio del Salmo 1. En el hebreo original, el primer versículo presenta el salmo como «Una oración del pobre» o «Una oración del afligido». La Nueva Biblia del rey Jacobo tiene un subtítulo más largo, «Oración del afligido, cuando está abrumado y derrama su queja ante el Señor».

## Texto
La siguiente tabla muestra el texto en hebreo del Salmo con vocales, junto con el texto en griego koiné de la Septuaginta y la traducción al español de la Biblia del Rey Jacobo. Tenga en cuenta que el significado puede diferir ligeramente entre estas versiones, ya que la Septuaginta y el texto masorético provienen de tradiciones textuales diferentes. En la Septuaginta, este salmo está numerado como Salmo 101.
| #     | En hebreo                                                                                         | En español | En griego |
| ----- | ------------------------------------------------------------------------------------------------- | --- | --- |
| [ 9 ] | תְּ֭פִלָּה לְעָנִ֣י כִֽי־יַעֲטֹ֑ף וְלִפְנֵ֥י יְ֝הֹוָ֗ה יִשְׁפֹּ֥ךְ שִׂיחֽוֹ׃                                                           | (Oración del afligido, cuando está abrumado y derrama su queja ante el Señor).                                                            | Προσευχὴ τῷ πτωχῷ, ὅταν ἀκηδιάσῃ καὶ ἐναντίον Κυρίου ἐκχέῃ τὴν δέησιν αὐτοῦ. -                                                                |
| 1     | יְ֭הֹוָה שִׁמְעָ֣ה תְפִלָּתִ֑י וְ֝שַׁוְעָתִ֗י אֵלֶ֥יךָ תָבֽוֹא׃\|Oh Señor, escucha mi oración, y que mi clamor llegue hasta ti. | Escucha mi oración, oh Señor, y que mi clamor llegue hasta ti.                                                                            | ΚΥΡΙΕ, εἰσάκουσον τῆς προσευχῆς μου, καὶ ἡ κραυγή μου πρὸς σὲ ἐλθέτω.                                                                         |
| 2     | אַל־תַּסְתֵּ֬ר פָּנֶ֨יךָ ׀ מִמֶּנִּי֮ בְּי֢וֹם צַ֫ר־לִ֥י הַטֵּֽה־אֵלַ֥י אׇזְנֶ֑ךָ בְּי֥וֹם אֶ֝קְרָ֗א מַהֵ֥ר עֲנֵֽנִי׃                                   | No me escondas tu rostro en el día de mi angustia; inclina tu oído hacia mí; en el día en que te llame, respóndeme pronto.                | μὴ ἀποστρέψῃς τὸ πρόσωπόν σου ἀπ᾿ ἐμοῦ· ἐν ᾗ ἂν ἡμέρᾳ θλίβωμαι, κλῖνον πρός με τὸ οὖς σου· ἐν ᾗ ἂν ἡμέρᾳ ἐπικαλέσωμαί σε, ταχὺ ἐπάκουσόν μου, |
| 3     | כִּֽי־כָל֣וּ בְעָשָׁ֣ן יָמָ֑י וְ֝עַצְמוֹתַ֗י כְּמוֹקֵ֥ד נִחָֽרוּ׃                                                               | Porque mis días se consumen como humo, y mis huesos se queman como un hogar.                                                              | ὅτι ἐξέλιπον ὡσεὶ καπνὸς αἱ ἡμέραι μου, καὶ τὰ ὀστᾶ μου ὡσεὶ φρύγιον συνεφρύγησαν.                                                            |
| 4     | הוּכָּה־כָעֵ֣שֶׂב וַיִּבַ֣שׁ לִבִּ֑י כִּֽי־שָׁ֝כַ֗חְתִּי מֵאֲכֹ֥ל לַחְמִֽי׃                                                            | Mi corazón está abatido y marchito como la hierba, hasta el punto de que me olvido de comer mi pan.                                       | ἐπλήγην ὡσεὶ χόρτος καὶ ἐξηράνθη ἡ καρδία μου, ὅτι ἐπελαθόμην τοῦ φαγεῖν τὸν ἄρτον μου.                                                       |
| 5     | מִקּ֥וֹל אַנְחָתִ֑י דָּבְקָ֥ה עַ֝צְמִ֗י לִבְשָׂרִֽי׃                                                                       | Por causa del sonido de mi gemido, mis huesos se adhieren a mi piel.                                                                      | ἀπὸ φωνῆς τοῦ στεναγμοῦ μου ἐκολλήθη τὸ ὀστοῦν μου τῇ σαρκί μου.                                                                              |
| 6     | דָּ֭מִיתִי לִקְאַ֣ת מִדְבָּ֑ר הָ֝יִ֗יתִי כְּכ֣וֹס חֳרָבֽוֹת׃                                                                 | Soy como un pelícano del desierto: soy como un búho del desierto.                                                                         | ὡμοιώθην πελεκᾶνι ἐρημικῷ, ἐγενήθην ὡσεὶ νυκτικόραξ ἐν οἰκοπέδῳ,                                                                              |
| 7     | שָׁקַ֥דְתִּי וָאֶהְיֶ֑ה כְּ֝צִפּ֗וֹר בּוֹדֵ֥ד עַל־גָּֽג׃                                                                     | Yo vigilo, y soy como un gorrión solo sobre el tejado.                                                                                    | ἠγρύπνησα καὶ ἐγενόμην ὡς στρουθίον μονάζον ἐπὶ δώματος.                                                                                      |
| 8     | כׇּל־הַ֭יּוֹם חֵרְפ֣וּנִי אוֹיְבָ֑י מְ֝הוֹלָלַ֗י בִּ֣י נִשְׁבָּֽעוּ׃                                                             | Mis enemigos me reprochan todo el día, y los que están enojados contra mí han jurado contra mí.                                           | ὅλην τὴν ἡμέραν ὠνείδιζόν με οἱ ἐχθροί μου, καὶ οἱ ἐπαινοῦντές με κατ᾿ ἐμοῦ ὤμνυον.                                                           |
| 9     | כִּי־אֵ֭פֶר כַּלֶּ֣חֶם אָכָ֑לְתִּי וְ֝שִׁקֻּוַ֗י בִּבְכִ֥י מָסָֽכְתִּי׃                                                               | Porque he comido ceniza como pan, y he mezclado mi bebida con llanto.                                                                     | ὅτι σποδὸν ὡσεὶ ἄρτον ἔφαγον καὶ τὸ πόμα μου μετὰ κλαυθμοῦ ἐκίρνων                                                                            |
| 10    | מִפְּנֵֽי־זַעַמְךָ֥ וְקִצְפֶּ֑ךָ כִּ֥י נְ֝שָׂאתַ֗נִי וַתַּשְׁלִיכֵֽנִי׃                                                               | Por tu indignación y tu ira, porque me has levantado y me has derribado.                                                                  | ἀπὸ προσώπου τῆς ὀργῆς σου καὶ τοῦ θυμοῦ σου, ὅτι ἐπάρας κατέῤῥαξάς με.                                                                       |
| 11    | יָ֭מַי כְּצֵ֣ל נָט֑וּי וַ֝אֲנִ֗י כָּעֵ֥שֶׂב אִיבָֽשׁ׃                                                                      | Mis días son como una sombra que declina; y yo estoy marchito como la hierba.                                                             | αἱ ἡμέραι μου ὡσεὶ σκιὰ ἐκλίθησαν, κἀγὼ ὡσεὶ χόρτος ἐξηράνθην.                                                                                |
| 12    | וְאַתָּ֣ה יְ֭הֹוָה לְעוֹלָ֣ם תֵּשֵׁ֑ב וְ֝זִכְרְךָ֗ לְדֹ֣ר וָדֹֽר׃                                                                | Pero tú, oh Señor, permanecerás para siempre, y tu recuerdo será para todas las generaciones.                                             | σὺ δέ, Κύριε, εἰς τὸν αἰῶνα μένεις, καὶ τὸ μνημόσυνόν σου εἰς γενεὰν καὶ γενεάν.                                                              |
| 13    | אַתָּ֣ה תָ֭קוּם תְּרַחֵ֣ם צִיּ֑וֹן כִּי־עֵ֥ת לְ֝חֶֽנְנָ֗הּ כִּי־בָ֥א מוֹעֵֽד׃                                                        | Levántate y ten misericordia de Sion, porque ha llegado el tiempo de favorecerla, sí, el tiempo señalado.                                 | σὺ ἀναστὰς οἰκτειρήσεις τὴν Σιών, ὅτι καιρὸς τοῦ οἰκτειρῆσαι αὐτήν, ὅτι ἥκει καιρός·                                                          |
| 14    | כִּי־רָצ֣וּ עֲ֭בָדֶיךָ אֶת־אֲבָנֶ֑יהָ וְֽאֶת־עֲפָרָ֥הּ יְחֹנֵֽנוּ׃                                                             | Porque tus siervos se complacen en sus piedras, y tienen piedad de su polvo.                                                              | ὅτι εὐδόκησαν οἱ δοῦλοί σου τοὺς λίθους αὐτῆς, καὶ τὸν χοῦν αὐτῆς οἰκτειρήσουσι.                                                              |
| 15    | וְיִֽירְא֣וּ ג֭וֹיִם אֶת־שֵׁ֣ם יְהֹוָ֑ה וְֽכׇל־מַלְכֵ֥י הָ֝אָ֗רֶץ אֶת־כְּבוֹדֶֽךָ׃                                                    | Así temerán los paganos el nombre del Señor, y todos los reyes de la tierra tu gloria.                                                    | καὶ φοβηθήσονται τὰ ἔθνη τὸ ὄνομά σου, Κύριε, καὶ πάντες οἱ βασιλεῖς τῆς γῆς τὴν δόξαν σου,                                                   |
| 16    | כִּֽי־בָנָ֣ה יְהֹוָ֣ה צִיּ֑וֹן נִ֝רְאָ֗ה בִּכְבוֹדֽוֹ׃                                                                     | Cuando el Señor reconstruya Sion, aparecerá en su gloria.                                                                                 | ὅτι οἰκοδομήσει Κύριος τὴν Σιὼν καὶ ὀφθήσεται ἐν τῇ δόξῃ αὐτοῦ.                                                                               |
| 17    | פָּ֭נָה אֶל־תְּפִלַּ֣ת הָעַרְעָ֑ר וְלֹא־בָ֝זָ֗ה אֶת־תְּפִלָּתָֽם׃                                                               | Él atenderá la oración de los desamparados y no despreciará su súplica.                                                                   | ἐπέβλεψεν ἐπὶ τὴν προσευχὴν τῶν ταπεινῶν καὶ οὐκ ἐξουδένωσε τὴν δέησιν αὐτῶν.                                                                 |
| 18    | תִּכָּ֣תֶב זֹ֭את לְד֣וֹר אַחֲר֑וֹן וְעַ֥ם נִ֝בְרָ֗א יְהַלֶּל־יָֽהּ׃                                                             | Esto será escrito para la generación venidera, y el pueblo que será creado alabará al Señor.                                              | γραφήτω αὕτη εἰς γενεὰν ἑτέραν, καὶ λαὸς ὁ κτιζόμενος αἰνέσει τὸν Κύριον.                                                                     |
| 19    | כִּֽי־הִ֭שְׁקִיף מִמְּר֣וֹם קׇדְשׁ֑וֹ יְ֝הֹוָ֗ה מִשָּׁמַ֤יִם ׀ אֶל־אֶ֬רֶץ הִבִּֽיט׃                                                     | Porque él miró desde lo alto de su santuario; desde el cielo vio el Señor la tierra;                                                      | ὅτι ἐξέκυψεν ἐξ ὕψους ἁγίου αὐτοῦ, Κύριος ἐξ οὐρανοῦ ἐπὶ τὴν γῆν ἐπέβλεψε                                                                     |
| 20    | לִ֭שְׁמֹעַ אֶנְקַ֣ת אָסִ֑יר לְ֝פַתֵּ֗חַ בְּנֵ֣י תְמוּתָֽה׃                                                                    | Para oír el gemido de los presos; para soltar a los condenados a muerte;                                                                  | τοῦ ἀκοῦσαι τοῦ στεναγμοῦ τῶν πεπεδημένων, τοῦ λῦσαι τοὺς υἱοὺς τῶν τεθανατωμένων,                                                            |
| 21    | לְסַפֵּ֣ר בְּ֭צִיּוֹן שֵׁ֣ם יְהֹוָ֑ה וּ֝תְהִלָּת֗וֹ בִּירוּשָׁלָֽ͏ִם׃                                                                | Para proclamar el nombre del Señor en Sion, y su alabanza en Jerusalén;                                                                   | τοῦ ἀναγγεῖλαι ἐν Σιὼν τὸ ὄνομα Κυρίου καὶ τὴν αἴνεσιν αὐτοῦ ἐν ῾Ιερουσαλὴμ                                                                   |
| 22    | בְּהִקָּבֵ֣ץ עַמִּ֣ים יַחְדָּ֑ו וּ֝מַמְלָכ֗וֹת לַעֲבֹ֥ד אֶת־יְהֹוָֽה׃                                                             | Cuando el pueblo se reúna y los reinos, para servir al Señor.                                                                             | ἐν τῷ συναχθῆναι λαοὺς ἐπὶ τὸ αὐτὸ καὶ βασιλεῖς τοῦ δουλεύειν τῷ Κυρίῳ.                                                                       |
| 23    | עִנָּ֖ה בַדֶּ֥רֶךְ (כחו) [כֹּחִ֗י] קִצַּ֥ר יָמָֽי׃                                                                     | Él debilitó mis fuerzas en el camino; acortó mis días.                                                                                    | ἀπεκρίθη αὐτῷ ἐν ὁδῷ ἰσχύος αὐτοῦ· τὴν ὀλιγότητα τῶν ἡμερῶν μου ἀνάγγειλόν μοι·                                                               |
| 24    | אֹמַ֗ר אֵלִ֗י אַֽל־תַּ֭עֲלֵנִי בַּחֲצִ֣י יָמָ֑י בְּד֖וֹר דּוֹרִ֣ים שְׁנוֹתֶֽיךָ׃                                                      | Dije: «Oh Dios mío, no me lleves en medio de mis días; tus años son por todas las generaciones».                                          | μὴ ἀναγάγῃς με ἐν ἡμίσει ἡμερῶν μου· ἐν γενεᾷ γενεῶν τὰ ἔτη σου.                                                                              |
| 25    | לְ֭פָנִים הָאָ֣רֶץ יָסַ֑דְתָּ וּֽמַעֲשֵׂ֖ה יָדֶ֣יךָ שָׁמָֽיִם׃                                                                  | Desde la antigüedad fundaste la tierra, y los cielos son obra de tus manos.                                                               | κατ᾿ ἀρχὰς σύ, Κύριε, τὴν γῆν ἐθεμελίωσας, καὶ ἔργα τῶν χειρῶν σού εἰσιν οἱ οὐρανοί·                                                          |
| 26    | הֵ֤מָּה ׀ יֹאבֵדוּ֮ וְאַתָּ֢ה תַ֫עֲמֹ֥ד וְ֭כֻלָּם כַּבֶּ֣גֶד יִבְל֑וּ כַּלְּב֖וּשׁ תַּחֲלִיפֵ֣ם וְֽיַחֲלֹֽפוּ׃                                         | Ellos perecerán, pero tú permanecerás; todos ellos envejecerán como una prenda de vestir; como un manto los cambiarás, y serán cambiados. | αὐτοὶ ἀπολοῦνται, σὺ δὲ διαμένεις, καὶ πάντες ὡς ἱμάτιον παλαιωθήσονται, καὶ ὡσεὶ περιβόλαιον ἑλίξεις αὐτοὺς καὶ ἀλλαγήσονται·                |
| 27    | וְאַתָּה־ה֑וּא וּ֝שְׁנוֹתֶ֗יךָ לֹ֣א יִתָּֽמּוּ׃                                                                         | Pero tú eres el mismo, y tus años no tendrán fin.                                                                                         | σὺ δὲ ὁ αὐτὸς εἶ, καὶ τὰ ἔτη σου οὐκ ἐκλείψουσιν.                                                                                             |
| 28    | בְּנֵֽי־עֲבָדֶ֥יךָ יִשְׁכּ֑וֹנוּ וְ֝זַרְעָ֗ם לְפָנֶ֥יךָ יִכּֽוֹן׃                                                                | Los hijos de tus siervos permanecerán, y su descendencia será establecida delante de ti.                                                  | οἱ υἱοὶ τῶν δούλων σου κατασκηνώσουσι, καὶ τὸ σπέρμα αὐτῶν εἰς τὸν αἰῶνα κατευθυνθήσεται.                                                     |

## Comentarios

### De la Iglesia católica

#### A todo el salmo
El salmo presenta a Dios como el único capaz de exaltar a Jerusalén y atender las súplicas de los humildes (cf. Sal 102,13-14.18.21-22). En contraste con la fragilidad del gobierno humano, aludida tras las promesas de un rey mortal, se subraya la eternidad de Dios y su fidelidad hacia Sión. El desarrollo del salmo comienza con una súplica urgente (vv. 2-3), seguida de una descripción del sufrimiento del orante, cuya vida se consume como consecuencia del pecado (vv. 4-12). En medio de esta aflicción, se proclama la eternidad del Señor y su compasión hacia Jerusalén (vv. 13-18), lo que abre a la esperanza en la restauración del pueblo (vv. 19-23). Luego, el salmista vuelve a presentar la fugacidad de su vida frente a la permanencia divina (vv. 24-28), y concluye con una petición final por el futuro de los hijos del pueblo (v. 29). Los versículos 13-23, centrados en la salvación de Jerusalén, parecen haber sido añadidos a una composición inicial enfocada en la fragilidad del salmista (cf. vv. 4, 12, 24), lo que da al salmo su estructura actual. La eternidad divina, en la que el orante deposita su esperanza, se manifiesta plenamente en Jesucristo, el Hijo eterno del Padre. En Él, resucitado de entre los muertos, se inaugura un pueblo nuevo destinado a la alabanza de Dios (cf. v. 19; Ef 1,3-14). Por esta razón, la tradición cristiana ha incluido este salmo entre los siete penitenciales (cf. Sal 6), utilizándolo como plegaria de perdón y restauración para toda la Iglesia (cf. v. 14).

#### A los versículos 4-23
Con un lenguaje intensamente visual, el texto describe el sufrimiento provocado por la enfermedad (vv. 4-6), la angustia de la soledad frente a las acusaciones de los enemigos (vv. 7-9), y, de forma aún más profunda, el dolor por sentirse abandonado por Dios a causa del pecado (vv. 10-12). La imagen de la «sombra que se alarga» (v. 12) simboliza lo efímero de la existencia humana, que pronto se desvanece (cf. Sal 109,23). Frente a esta fragilidad y al desprecio de los adversarios, se resalta la eternidad de Dios y la firme esperanza en la restauración de Jerusalén, ya cercana al final del exilio. Este acto de redención despertará el reconocimiento de todos los pueblos ante la obra de Dios con su pueblo (vv. 16-18).

En el transcurso de los siglos, la fe de Israel pudo desarrollar y profundizar las riquezas contenidas en la revelación del Nombre divino. Dios es único; fuera de Él no hay dioses (cfr Is 44,6). Dios transciende el mundo y la historia. Él es quien ha hecho el cielo y la tierra: “Ellos perecen, mas Tú quedas, todos ellos como la ropa se desgastan…pero Tú siempre el mismo, no tienen fin tus años” (Sal 102,27-28). En Él “no hay cambios ni sombras de rotaciones” (St 1,17). Él es “El que es”, desde siempre y para siempre y por eso permanece siempre fiel a sí mismo y a sus promesas.

Desde una perspectiva profética —aunque con una mirada retrospectiva— se anuncia la aparición de un pueblo renovado, «será creado» (v. 19), al regreso del destierro, el cual es presentado simbólicamente como una experiencia de muerte (v. 21). Este renacimiento va acompañado de la proclamación de una paz universal, fruto del reconocimiento del único Dios, en sintonía con los salmos que celebran su soberanía.

#### A los versículos 24-28
El salmo retoma el tono de lamentación, esta vez centrado en el dolor por una muerte prematura (vv. 24-25). Sin embargo, tras haberse anunciado la restauración de Jerusalén, se proclama con mayor firmeza la eternidad de Dios (vv. 26-28), la cual se convierte en fundamento de la súplica del versículo 25. Esta afirmación sobre la permanencia divina frente a la fragilidad humana adquiere un sentido aún más profundo en la Carta a los Hebreos, que aplica los versículos 26-28 a Jesucristo para afirmar su divinidad y su superioridad sobre los ángeles (cf. Hb 1,10-12). San Juan de la Cruz, por su parte, destaca en los versículos 27-28 la enseñanza espiritual que brota de esta contraposición entre lo transitorio del mundo y la eternidad de Dios: una invitación a centrar la vida en lo eterno, no en lo pasajero.

Ha, pues, el espiritual de purgar y oscurecer su voluntad en este vano gozo, advirtiendo que la hermosura y todas las demás partes naturales son tierra, y que de ahí vienen y a la tierra vuelven; y que la gracia y donaire es humo y aire de esa tierra; y que, para no caer en vanidad, lo ha de tener por tal y por tal estimarlo, y en estas cosas enderezar el corazón a Dios en gozo y alegría de que Dios es en sí todas esas hermosuras y gracias eminentísimamente, en infinito sobre todas las criaturas; y que, como dice David (Sal 102,27), todas ellas, como la vestidura, se envejecerán y pasarán, y sólo Él permanece inmutable para siempre. Y por eso, si en todas las cosas no enderezare a Dios su gozo, siempre será falso y engañado; porque de este tal se entiende aquel dicho de Salomón (Si 2,2), que dice hablando con el gozo acerca de las criaturas, diciendo: Al gozo dije: “¿Por qué te dejas engañar en vano?”; esto es, cuando se deja atraer de las criaturas el corazón.

## Antecedentes y temas

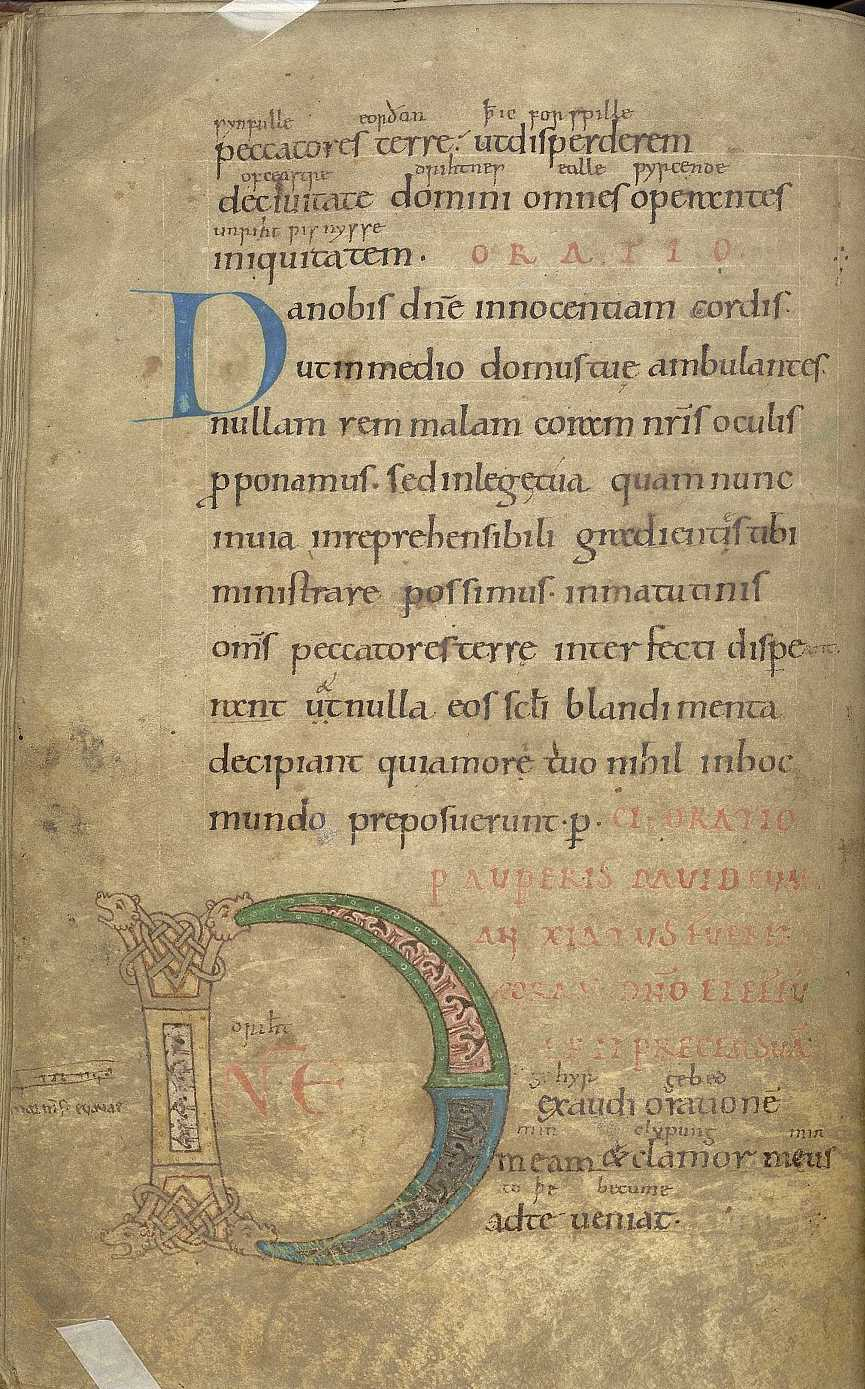
Salterio de Stowe, f.2

El Midrash Tehillim cita al rabino Pinchas, quien señala que en algunos salmos David se llama a sí mismo por su nombre, como en «Una oración de David» (por ejemplo, el Salmo 17 y el Salmo 86), pero aquí se llama a sí mismo «el afligido», como en «Una oración de los afligidos». El rabino Pinchas explica que cuando David previó a los hombres justos que descenderían de él —Asa, Josafat, Ezequías, Isaías— se llamó a sí mismo David. Pero cuando percibió a los hombres malvados que serían sus descendientes —Acaz, Manasés, Amon— se llamó a sí mismo «el afligido».
En un contexto más amplio en el flujo de los Salmos, hay siete llamadas a la alabanza con los Salmos 95 a 100 que conducen inmediatamente al Salmo 102 y en el que el escritor se compromete a hacerlo en el Salmo 101. Para el lector, el Salmo 102 puede parecer un lamento inesperado y fuera de lugar. Por el título «Oración de un afligido, cuando está débil y derrama su queja ante el Señor». En este caso, en el flujo se establece el llanto antes que la alabanza. Lo que sigue en el flujo de los Salmos es dirigirse a uno mismo con la verdad como base de la alabanza. «Bendice al Señor, alma mía» en el Salmo 103 y el Salmo 104.

### Testigos textuales
Algunos manuscritos antiguos que contienen el texto de este capítulo en hebreo son de la tradición del Texto Masorético, que incluye el Códice de Alepo (siglo X) y el Códice de Leningrado (1008).
El palimpsesto existente AqTaylor incluye una traducción al griego koiné realizada por Aquila de Sinope hacia el año 130 d. C., que contiene los versículos 16-29.

### Versículo 24
Dije: «Oh Dios mío,
No me lleves en medio de mis días;
Tus años están en todas las generaciones.
Hay un sentimiento similar en Isaiah 38:10:

Dije: «En la flor de mi vida, iré a las puertas del Sheol; me privaré del resto de mis años».

## Usos

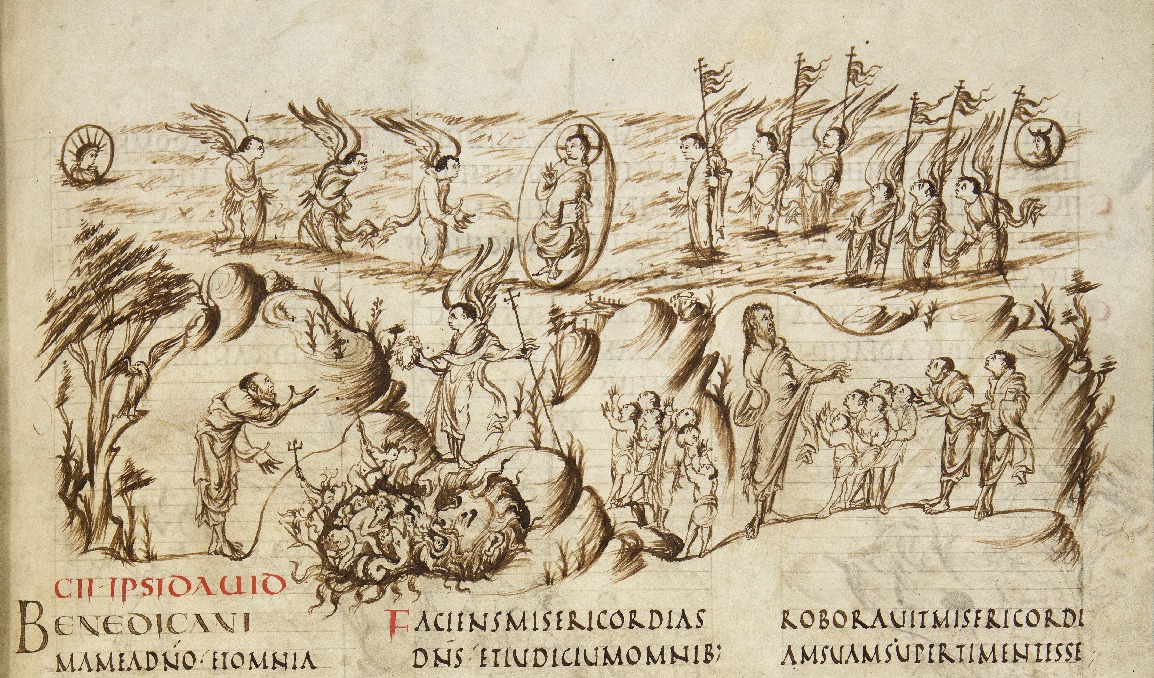
Inicio del Salmo 102, del Salterio de Utrecht, c. 800, Biblioteca de la Universidad de Utrecht

### Judaísmo
El Salmo 102 es uno de los 15 salmos recitados como himnos adicionales durante el servicio de Yom Kippur por los judíos sefardíes.
El versículo 1 es recitado por las gavillas de cebada en Perek Shirah.
El versículo 14 se dice en Selijot. Los judíos sefardíes recitan el versículo 14 después de la oración de Ein Kelohenu en el servicio matutino. Este versículo también se utiliza en una popular canción judía llamada «Atah takum», con el estribillo «ki va moed».
El Salmo 102 se recita en tiempos de crisis comunitaria. También se recita como una oración para que una mujer sin hijos dé a luz. En el Siddur Sfas Emes, este salmo se reza como una oración «por el bienestar de una persona enferma».

### Nuevo Testamento
En el Nuevo Testamento, los versículos 25-27 se citan en Hebreos 1 Hebreos 1:10-12 como argumento de que Jesús es superior a los ángeles y hacen del Salmo 102, en cierto sentido, tanto una oración como una alabanza a Jesús.

### Iglesia católica
El versículo 1, junto con otros versículos del salmo (como el 124:8), ocupa un lugar destacado en las liturgias católica y anglicana, donde se divide como una antífona en una «llamada» («Señor, escucha mi oración», o «Escucha mi oración, oh Señor») y la respuesta («y que mi clamor llegue a Ti»).
Este salmo aparece en la Oficio monástico de San Benito (480-547) en la Vigilia o Maitines del sábado. Aparece en el mismo lugar en el Breviario Romano de San Pío V (1568) y aparece en la Tercia del sábado en el Breviario Romano de San Pío X (1911).
En el oficio revisado del Papa Pablo VI (1971), el salmo se lee el martes de la cuarta semana del Oficio de lecturas. Para facilitar la comprensión se le asigna a cada salmo un título en rojo (rúbrica) que no forma parte del salmo. El título del Salmo 102 es Deseos y súplicas de un desterrado.

### Libro de Oración Común
En el «Libro de Oración Común» de la Iglesia de Inglaterra, este salmo está destinado a ser leído en la mañana del vigésimo día del mes, así como en Vísperas el Miércoles de Ceniza.

### Arreglos musicales
Heinrich Schütz puso el Salmo 102 en una paráfrasis métrica en alemán, «Hör mein Gebet und laß zu dir», SWV 200, para el Salterio Becker, publicado por primera vez en 1628. El segundo versículo está en la primera parte de Oye mi oración, oh Señor, un himno compuesto en 1682 por Henry Purcell, utilizando la traducción del Libro de Oración Común.
Los versículos 25b-28 (intercalados con el Salmo 90) forman el texto de la Neujahrslied (Canción de Año Nuevo) de Jochen Klepper de 1938.
En la música contemporánea, el Salmo se utilizó en la canción de Semler titulada «Salmo 102» de su EP de 2021 «Late Bloomer».